# Bacillus amyloliquefaciens
Bacillus amyloliquefaciens es una especie de bacteria del género Bacillus, fuente del BamHI enzima de restricción, y sintetizadora de una proteína antibiótica natural, la barnasa, una ribonucleasa ampliamente estudiada que forma un famoso complejo cerrado con su inhibidor intracelular, el barstar, y plantazolicina, un antibiótico con actividad selectiva en contra Bacilo anthracis.
El mismo utilizado en agricultura, acuicultura, e hidroponía para combatir patógenos de raíz como Ralstonia solanacearum, Pythium, Rhizoctonia solani,  Alternaria tenuissima y Fusarium, así como mejorar la tolerancia de las raíces al estrés salino. Se consideran rizobacterias promotoras de crecimiento y tienen la capacidad de colonizar rápidamente las raíces.